# Jacob Neergaard
Jacob Neergaard (18 de agosto de 1989) es un deportista danés que compitió en remo como timonel. Ganó una medalla de bronce en el Campeonato Mundial de Remo de 2005, en la prueba de dos con timonel.

## Palmarés internacional
| Campeonato Mundial | Campeonato Mundial | Campeonato Mundial | Campeonato Mundial |
| Año                | Lugar              | Medalla            | Prueba             |
| ------------------ | ------------------ | ------------------ | ------------------ |
| 2004               | Bañolas (España)   | Medalla de bronce  | Dos con timonel    |